# ایالات متحده آمریکا در المپیک تابستانی ۲۰۰۰

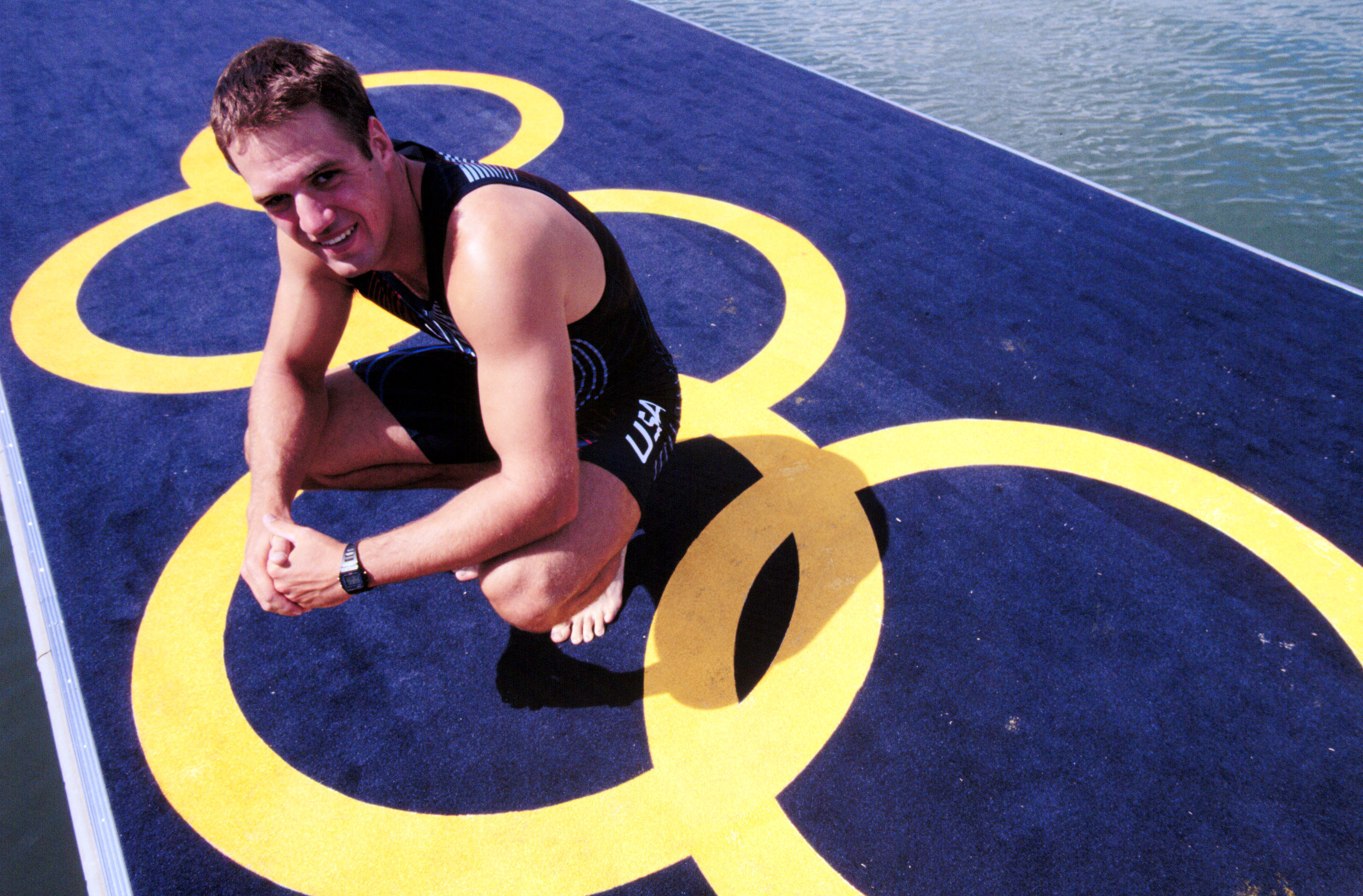
عکسی از «آنری نوزوم» بازیکن تیم ملی آمریکا، بر روی یکی از حلقه‌های المپیک اسکله‌ای در مرکز بین‌المللی رگاتای سیدنی، قبل از شروع بازی‌های المپیک ۲۰۰۰ در استرالیا

ایالات متحده آمریکا در بازی‌های المپیک تابستانی ۲۰۰۰ که در سیدنی استرالیا برگزار شد، با ۵۸۶ ورزشکار (۳۳۳ مرد، ۲۵۳ زن) در ۳۱ رشته ورزشی شرکت نمود و موفق به کسب ۹۳ مدال (۳۷ طلا، ۲۴ نقره، ۳۲ برنز) شد که در رتبه ۱ مسابقات قرار گرفت.